# Rukomet na OI 2024.
Rukometni turniri na Ljetnim olimpijskim igrama 2024. u Parizu u Francuskoj održali su se od 25. srpnja do 11. kolovoza 2024.
Preliminarne utakmice po skupinama održale su se u South Paris Areni 6, a finalna faza na stadionu Pierre Mauroy u Lilleu. Format ostaje isti od 2000. za muškarce i 2008. za žene, jer se dvanaest timova u dvije skupine međusobno bore u skupinama, nakon čega su slijedile nokaut utakmice za osam najboljih počevši od četvrtfinala pa sve do finala i bronce.

## Raspored
| GF | Grupna faza | ČF | Četvrtfinale | PF | Polufinale | B | Utakmica za brončanu medalju | F | Utakmica za zlatnu medalju |

|          | čet, 25. | pet, 26. | sub 27. | ned, 28. | pon, 29. | uto, 30. | sri, 31. | čet, 1. | pet, 2. | sub, 3. | ned, 4. | pon, 5. | uto, 6. | sri, 7. | čet, 8. | pet, 9. | sub, 10. | sub, 10. | nedjelja, 11 | nedjelja, 11 |
| -------- | -------- | -------- | ------- | -------- | -------- | -------- | -------- | ------- | ------- | ------- | ------- | ------- | ------- | ------- | ------- | ------- | -------- | -------- | ------------ | ------------ |
| Muškarci |          |          | GF      |          | GF       |          | GF       |         | GF      |         | GF      |         |         | 1/4     |         | 1/2     |          |          | B            | F            |
| Žene     | GF       |          |         | GF       |          | GF       |          | GF      |         | GS      |         |         | 1/4     |         | 1/2     |         | B        | F        |              |              |

Izvor: 

## Kvalificirane reprezentacije
| Nacija       | Muškarci | Žene | Broj sportaša |
| ------------ | -------- | ---- | ------------- |
| Angola       | ne       | da   | 14            |
| Argentina    | da       | ne   | 14            |
| Brazil       | ne       | da   | 14            |
| Hrvatska     | da       | ne   | 14            |
| Danska       | da       | da   | 28            |
| Egipat       | da       | ne   | 14            |
| Francuska    | da       | da   | 28            |
| Njemačka     | da       | da   | 28            |
| Mađarska     | da       | da   | 28            |
| Japan        | da       | ne   | 14            |
| Nizozemska   | ne       | da   | 14            |
| Norveška     | da       | da   | 28            |
| Slovenija    | da       | da   | 28            |
| Južna Koreja | ne       | da   | 14            |
| Španjolska   | da       | da   | 28            |
| Švedska      | da       | da   | 28            |
| Ukupno:      | 168      | 168  | 336           |

## Hrvatska
| Ekipa    | Turnir   | Grupna faza        | Grupna faza        | Grupna faza        | Grupna faza        | Grupna faza        | Grupna faza | Četvrtfinale       | Polufinale         | Finale / 3M        | Finale / 3M |
| Ekipa    | Turnir   | Protivnik Rezultat | Protivnik Rezultat | Protivnik Rezultat | Protivnik Rezultat | Protivnik Rezultat | Plasman     | Protivnik Rezultat | Protivnik Rezultat | Protivnik Rezultat | Plasman     |
| -------- | -------- | ------------------ | ------------------ | ------------------ | ------------------ | ------------------ | ----------- | ------------------ | ------------------ | ------------------ | ----------- |
| Hrvatska | Muškarci | Japan 30:29        | Slovenija 29:31    | Njemačka 31:26     | Švedska 27:38      | Španjolska 31:32   | 5.          | Nije prošla dalje  | Nije prošla dalje  | Nije prošla dalje  | 9.          |

Grupna faza
| Pol. | Momčad     | Uta. | Pob. | Izj. | Por. | PoG | PrG | GR  | Bod. | Nastavak natjecanja    |
| ---- | ---------- | ---- | ---- | ---- | ---- | --- | --- | --- | ---- | ---------------------- |
| 1.   | Njemačka   | 5    | 4    | 0    | 1    | 162 | 144 | +18 | 8    | Plasman u četvrtfinale |
| 2.   | Slovenija  | 5    | 3    | 0    | 2    | 140 | 142 | –2  | 6    | Plasman u četvrtfinale |
| 3.   | Španjolska | 5    | 3    | 0    | 2    | 151 | 148 | +3  | 6    | Plasman u četvrtfinale |
| 4.   | Švedska    | 5    | 3    | 0    | 2    | 158 | 139 | +19 | 6    | Plasman u četvrtfinale |
| 5.   | Hrvatska   | 5    | 2    | 0    | 3    | 148 | 156 | –8  | 4    |                        |
| 6.   | Japan      | 5    | 0    | 0    | 5    | 143 | 173 | –30 | 0    |                        |

| 27. srpnja 2024. 14:00 | Hrvatska   | 30:29       | Japan       | Pariz Gledatelji: 5749 Suci: Kleven, Jørum |
| 27. srpnja 2024. 14:00 | Šoštarić 6 | (13:18)     | Yasuhura 10 | Pariz Gledatelji: 5749 Suci: Kleven, Jørum |
| 27. srpnja 2024. 14:00 | 3×         | (izvještaj) | 4×          | Pariz Gledatelji: 5749 Suci: Kleven, Jørum |

| 29. srpnja 2024. 11:00 | Slovenija    | 31:29       | Hrvatska     | Pariz Gledatelji: 5767 Suci: Načevski, Nikolov |
| 29. srpnja 2024. 11:00 | Vlah, Janc 8 | (13:13)     | tri igrača 5 | Pariz Gledatelji: 5767 Suci: Načevski, Nikolov |
| 29. srpnja 2024. 11:00 | 5× 1×        | (izvještaj) | 7× 1×        | Pariz Gledatelji: 5767 Suci: Načevski, Nikolov |

| 31. srpnja 2024. 11:00 | Hrvatska     | 31:26       | Njemačka | Pariz Gledatelji: 5774 Suci: Horáček, Novotný |
| 31. srpnja 2024. 11:00 | Martinović 9 | (15:13)     | Golla 8  | Pariz Gledatelji: 5774 Suci: Horáček, Novotný |
| 31. srpnja 2024. 11:00 | 5× 1×        | (izvještaj) |          | Pariz Gledatelji: 5774 Suci: Horáček, Novotný |

| 2. kolovoza 2024. 14:00 | Hrvatska     | 27:38       | Švedska  | Pariz Gledatelji: 5774 Suci: C. Bonaventura, J. Bonaventura |
| 2. kolovoza 2024. 14:00 | Martinović 8 | (15:18)     | Pellas 9 | Pariz Gledatelji: 5774 Suci: C. Bonaventura, J. Bonaventura |
| 2. kolovoza 2024. 14:00 | 4× 1×        | (izvještaj) | 3×       | Pariz Gledatelji: 5774 Suci: C. Bonaventura, J. Bonaventura |

| 4. kolovoza 2024. 21:00 | Španjolska  | 32:31       | Hrvatska  | Pariz Gledatelji: 5723 Suci: Horáček, Novotný |
| 4. kolovoza 2024. 21:00 | Rodríguez 6 | (20:15)     | Klarica 7 | Pariz Gledatelji: 5723 Suci: Horáček, Novotný |
| 4. kolovoza 2024. 21:00 | 2×          | (izvještaj) | 6× 1×     | Pariz Gledatelji: 5723 Suci: Horáček, Novotný |